# Cantón de San Ramón
San Ramón es el cantón número 2 de la provincia de Alajuela, en Costa Rica. Se encuentra localizado en la sección occidental del Valle Central de Costa Rica. Su cabecera es la ciudad de San Ramón, un importante centro económico en la región occidente del país.

## Toponimia
Este hagiotopónimo se debe a San Ramón Nonato y se remonta al establecimiento de la aldea, en la década de los 1840, cuando los señores Ramón Salas Sandoval (1838-1902) y Ramón Rodríguez Solorzano (1818-1893), con el consentimiento de sus compañeros, la pusieron bajo la protección de San Ramón Nonato, nombre que mantuvo cuando se erigió el poblado y que conservó al constituirse en cantón.

## Historia
En la época precolombina el territorio que actualmente corresponde al cantón de San Ramón estuvo habitado por indígenas del llamado Reino Huetar de Occidente, el que en los inicios de la conquista fueron dominios del rey Garabito.
Los primeros colonizadores que llegaron a la región, en 1840, provenían de los presentes cantones de Belén, Alajuela y San José, principalmente; entre los cuales estaban los señores Cecilio Rodríguez, Lucas Elizondo, Pío Villalobos, Vicente Paniagua, Ramón Salas, Ramón Rodríguez, Joaquín Montoya y otros. Tres años después habían establecido un incipiente poblado, en los alrededores de la quebrada Gata, en el lugar que llamaban el Valle del Palmar.
En el año 1843 era maestro de primeras letras en el lugar, Don Félix Fernández. En 1857 la municipalidad de San Ramón financió el funcionamiento de cinco escuelas. En 1880 el jurista Julián Volio Llorente fundó el colegio Horacio Mann, además de la primera biblioteca pública, ese mismo año también se inauguró una escuela que fue destruida por un terremoto en 1924.
En 1885 existían una escuela Central de Varones y otra escuela Central de Niñas. En 1886 se fundó una escuela mixta en el distrito San Rafael. En 1889 se fundaron dos escuelas privadas. El 19 de noviembre de 1939, se inauguró un nuevo centro educativo con el nombre de escuela Jorge Washington, en el gobierno de don León Cortés Castro. En la década de los años 40 fue creada la escuela Complementaria, que impartió lecciones hasta tercer año de segunda enseñanza. El 2 de abril de 1952 se estableció el Instituto de Educación Superior de San Ramón, que funcionó en un principio, en el edificio de la citada escuela, que actualmente se denomina Instituto Superior de San Ramón Julio Acosta García. 
En 1952 se fundó la escuela Normal de San Ramón, la cual en 1973 al crearse la Universidad Nacional, mediante Ley n.º 5182 se integró a ella y dos años después al Centro Regional de Occidente, con convenio suscrito en 1974 para fundir los dos centros de enseñanza superior. La Universidad de Costa Rica empezó sus actividades docentes en 1968, abriendo en el cantón su primera Sede Regional. En el segundo semestre de 1983 se inauguraron las nuevas instalaciones de dicha sede, durante la administración de don Luis Alberto Monge Álvarez; recinto que se denomina actualmente campus Universitario Carlos Monge Alfaro.

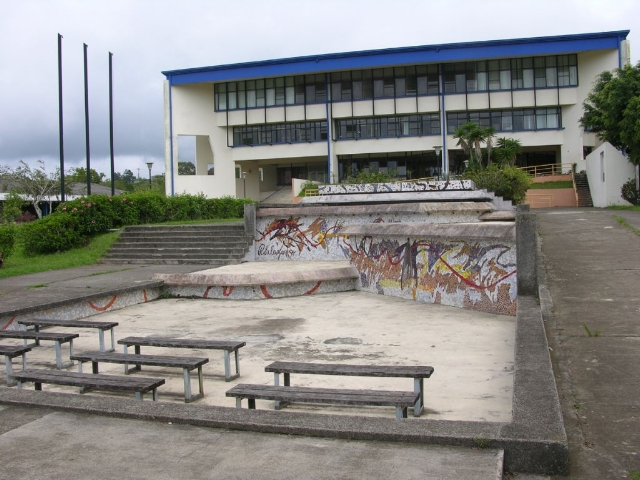
Vista de la plazoleta de la Sede de Occidente de la Universidad de Costa Rica, al fondo la Biblioteca Arturo Agüero Chaves.

En 1844 se construyó la ermita. Durante el episcopado de monseñor don Joaquín Anselmo Llorente y Lafuente primer obispo de Costa Rica, el 2 de diciembre de 1854, se erigió la parroquia dedicada a San Ramón nonato. En 1885 se construyó una nueva iglesia, la cual fue destruida por el terremoto de 1924. El nuevo templo se edificó, con una estructura de hierro, importada de Alemania; el cual fue consagrado en 1954, por monseñor don Juan Vicente Solís Fernández, tercer obispo de la diócesis de Alajuela, de la provincia eclesiástica de Costa Rica. La parroquia es sufragánea de esta diócesis.

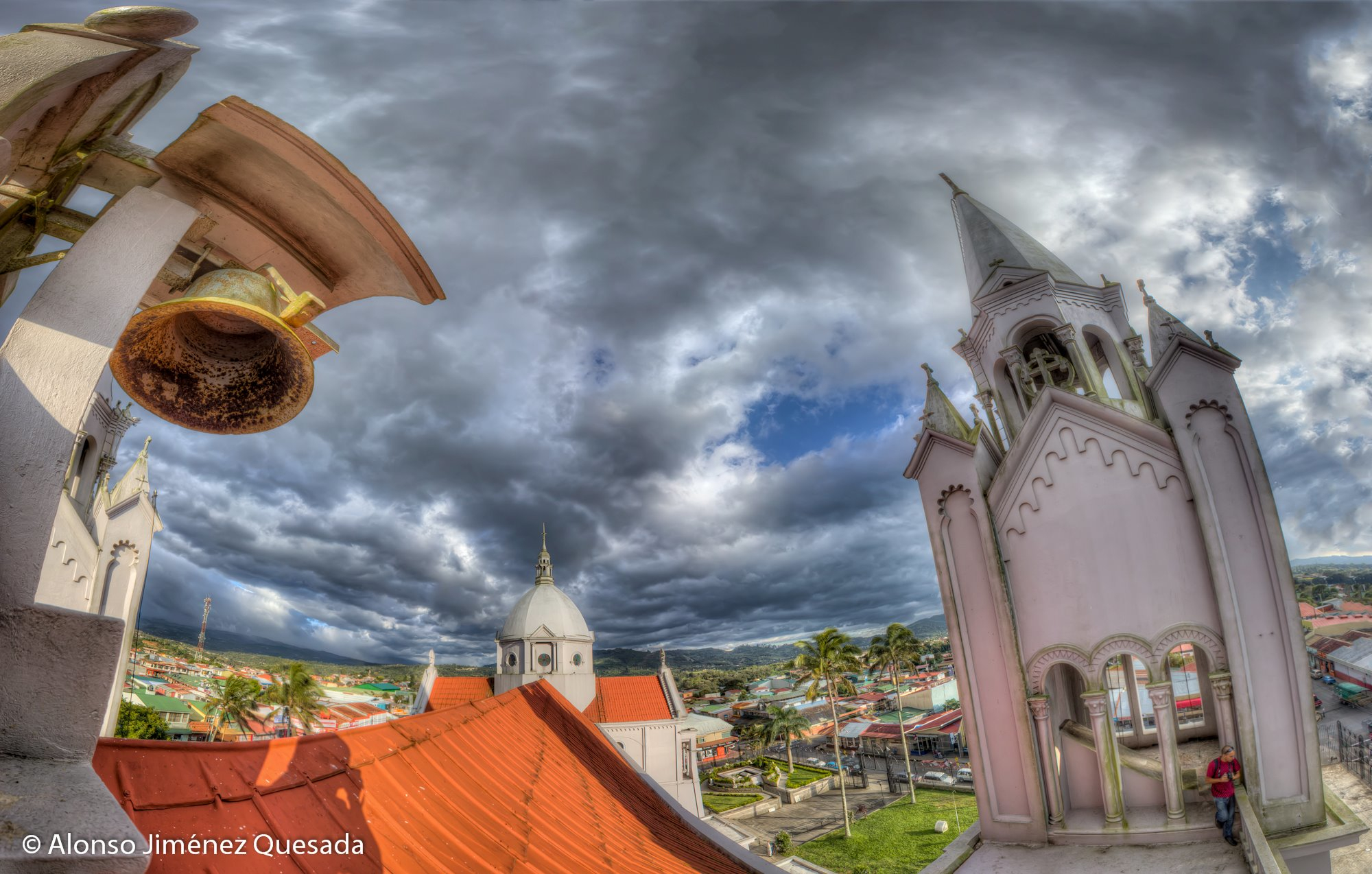
Parroquia de San Ramón de Alajuela.

El Art. N.º. 52 del decreto del 19 de enero del año 1844, cuando el entonces jefe de Estado, José María Alfaro Zamora, firmó el respectivo decreto, documento que podríamos considerar la “partida de nacimiento” de San Ramón, si bien el poblamiento de la región conocida como Valle de los Palmares (debido a la abundancia de palmas) dio inicio desde la década anterior.
Dos años antes, en 1842, los, vecinos del naciente poblado ya habían solicitado al Congreso iniciar el respectivo proceso para la formación de un pueblo y así legalizar los derechos de propiedad sobre las tierras colonizadas. Con fecha 22 de noviembre de 1843, un nuevo escrito dirigido al Jefe Político de Alajuela, y firmado por 38 colonos reitera la solicitud, haciendo explícitas las razones de la migración hacia el Valle de Los Palmares. Dice así ese documento:

…con motivo de aumentarse cada día más y más la población y agricultura, se nos ha hecho necesario, por nuestra suerte, el tener que retirarnos a aquel punto para proporcionarnos la subsistencia nuestra y la de nuestra familia…

Como un dato curioso, esta petición sugiere el nombre de Nuestra Señora de Guadalupe para el nuevo poblado. Solicitan dos leguas cuadradas de tierra «que son baldíos» y refieren que hay 40 familias, «las más de ellas indigentes» (es decir, pobres) listas para empezar la población.
Recordemos que el cultivo del tabaco, entonces monopolio estatal, junto a los granos básicos y la caña de azúcar, fueron los primeros medios de subsistencia para estas familias de pioneros.
El artículo primero del decreto de 1844 que dio origen a San Ramón dice a la letra: «En los terrenos baldíos del sitio nombrado Los Palmares, cabecera del Río Grande en la jurisdicción de Alajuela, se destina una legua cuadrada que se dividirá en cuatro partes iguales, debiendo servir la primera para la población, la segunda para las labores, la tercera para pastos y la cuarta para ejidos».
El 15 de enero de 1877, veintiún años después de creado el cantón, se llevó a cabo la primera sesión del Concejo de San Ramón integrado por los regidores propietarios, señores Juan Vicente Acosta, presidente: Carmen Solano, vicepresidente; y Lucas Caballero. El jefe político fue Don Daniel Castillo.
El primer alumbrado público de San Ramón fue de faroles de canfín colocados en julio de 1879. El alumbrado eléctrico con bombillos se instaló en 1907, en el primer gobierno de don Cleto Gonzáles Víquez.
La cañería se inauguró en 1911, en la primera administración de don Ricardo Jiménez Oreamuno.
En 1916 los vecinos de los cantones de San Ramón, Palmares, San Carlos y Alfaro Ruiz, procuraron la creación de la provincia de San Ramón. Fue así como se convocó a los vecinos de las anteriores unidades administrativas a un plebiscito, resultando favorable por 3945 votos contra 942, proyecto que no se concretó, por los acontecimientos ocurridos en 1917, cuando fue derrocado don Alfredo González Flores, y se hicieron del poder político los hermanos Tinoco.
San Ramón es conocido en Costa Rica también como tierra de poetas, ya que dentro de las actividades culturales importantes de este cantón se encuentra la poesía. Muchos y muy importantes poetas costarricenses han nacido o han establecido su residencia en este cantón. El poeta más importante de la ciudad fue Lisímaco Chavarría (1878-1913), poeta adscrito al Modernismo; otros poetas son José Joaquín Salas Pérez (1891-1970), Carlomagno Araya (1897-1979), Emma Gamboa Alvarado (1901-1976) Félix Ángel Salas Cabezas (1908-1948). Otro personaje destacado del cantón fue el escultor Manuel Rodríguez Cruz (1833-1901).

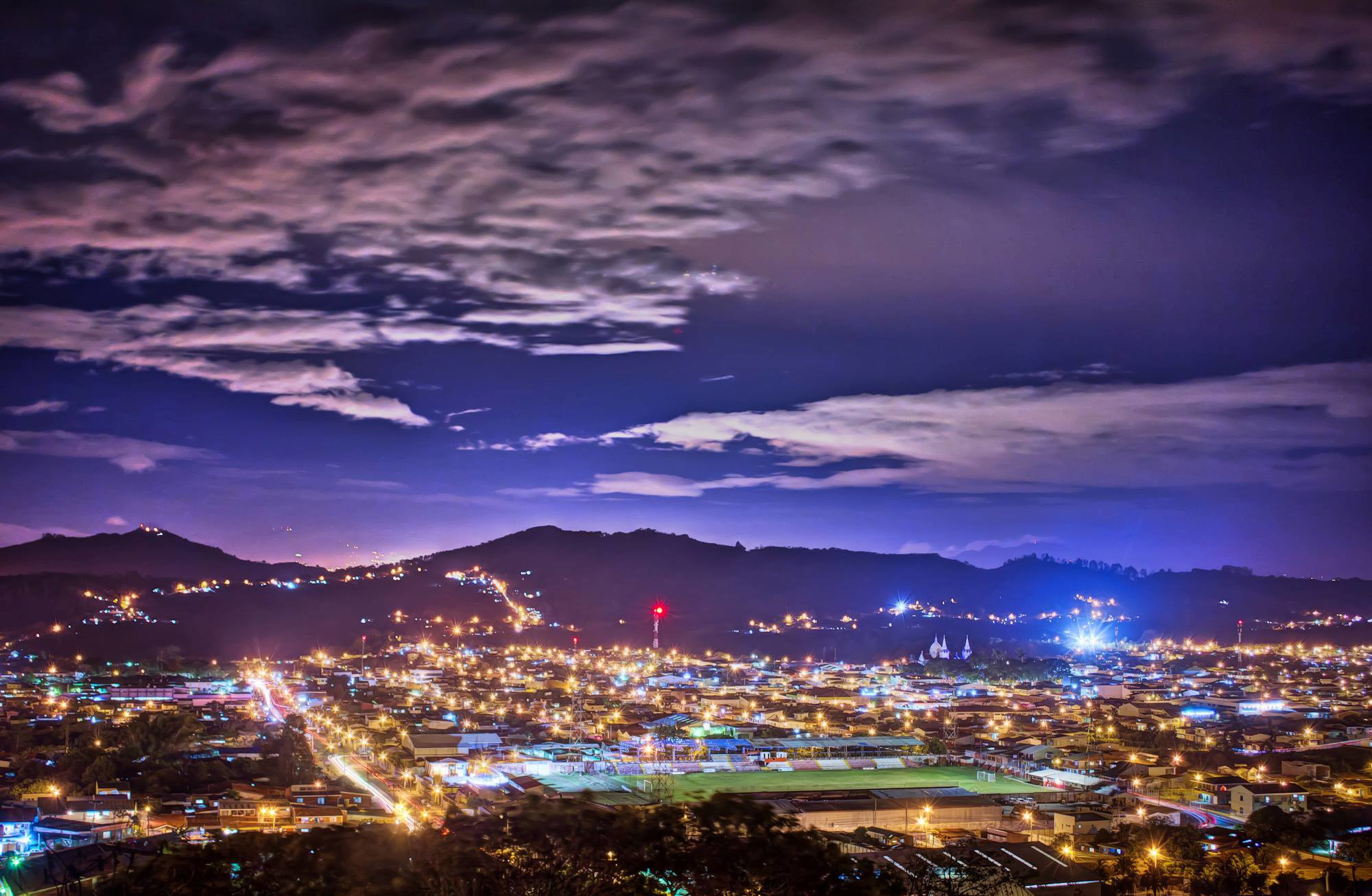
San Ramón de noche.

El ámbito político San Ramón ha jugado un papel primordial en la historia de Costa Rica, durante la Guerra Civil se desarrollaron logias por ambos partidos involucrados, es muy conocido el atentado contra la casa del Dr. Carlos Luis Valverde Vega, en dicho cantón, quien fuese gran amigo de la familia de Don Luis Emilio Otilio Ulate Blanco. 
En La Paz de San Ramón se formalizá la junta fundadora de la Segunda República. 
Durante los años 80 se fundó "Villa Blanca" lugar de descanso y negocio independiente del entonces presidente Rodrigo Carazo
San Ramón ha sido el lugar de nacimiento e infancia de tres expresidentes de la República de Costa Rica, Julio Acosta García, José Figueres Ferrer, y Francisco José Orlich Bolmarcich.
Fue fundado el 21 de agosto de 1856.

## Ubicación
Está localizada a 42 kilómetros del Aeropuerto Internacional Juan Santamaría y a 51 kilómetros del puerto de Caldera, lo que le da importancia estratégica.
Limita al norte con San Carlos y Zarcero, al sur con San Mateo, al este con Atenas, Palmares y Naranjo, y al oeste con Tilarán, Abangares, Montes de Oro, Puntarenas y Esparza.
- Norte: San Carlos, Zarcero
- Sur: San Mateo
- Este: Atenas, Palmares, Naranjo
- Oeste: Tilarán, Abangares, Puntarenas, Montes de Oro, Esparza

## Geografía
Cantón de San Ramón cuenta con un área de 1021,74 km² y una altitud media de 1057 m s. n. m.
Las coordenadas geográficas medias del cantón de San Ramón están dadas por 10 13' 13" lat. norte y 84 35' 20" long. oeste. La anchura máxima es de 61 km en dirección noroeste-sureste, desde la desembocadura del Caño Negro, en la margen sur del Lago Arenal hasta la confluencia de las quebradas Robles y Zapote.
La altura media es de 1057 m s. n. m., la precipitación anual promedio es de 2491 mm y la temperatura promedio es de 20 °C. Está compuesto de 14 distritos, que pueden ser apreciados en el mapa "Ubicación del Cantón de San Ramón". Según las estimaciones de población del Instituto Nacional de Estadística y Censos de Costa Rica (INEC) para el 2011 la población total del cantón era de 80566 habitantes. La ciudad de San Ramón contaba con una población de 8717 habitantes para ese mismo año.

## Conservación natural
En el distrito San Lorenzo, se encuentra la Reserva biológica Manuel Alberto Brenes.

## Distritos

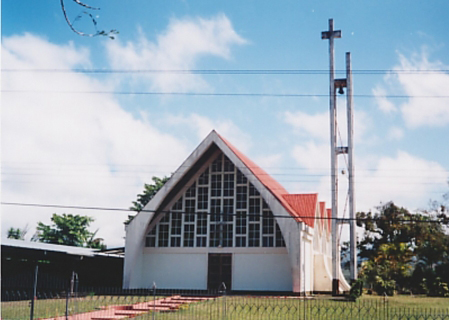
Templo católico del distrito de Ángeles

San Ramón cuenta con catorce distritos:
1. San Ramón
2. Santiago
3. San Juan
4. Piedades Norte
5. Piedades Sur
6. San Rafael
7. San Isidro
8. Ángeles
9. Alfaro
10. Volio
11. Concepción
12. Zapotal
13. Peñas Blancas
14. San Lorenzo

## Demografía
Para el año 2022, Cantón de San Ramón cuenta con una población estimada de 93 264 habitantes, y para el último censo efectuado, en 2011, Cantón de San Ramón contaba con una población de 80 566 habitantes.
De acuerdo al Censo Nacional del 2011, la población del cantón era de 80.566 habitantes, de los cuales, el 6,9% nació en el extranjero. El mismo censo destaca que había 23.301 viviendas ocupadas, de las cuales, el 66,7% se encontraba en buen estado y había problemas de hacinamiento en el 3,4% de las viviendas. El 52,9% de sus habitantes vivían en áreas urbanas.
Entre otros datos, el nivel de alfabetismo del cantón es del 97,5%, con una escolaridad promedio de 8,2 años.
Para el año 2012 presentaba un índice de desarrollo humano de 0.738 según el Programa de las Naciones Unidas para el Desarrollo.

## Cultura

### Educación
Es la sede regional de numerosas entidades públicas entre ellas la Sede de Occidente de la Universidad de Costa Rica

### Museos
Por otra parte el cantón cuenta con un Museo Regional (pertenece a la UCR) con características arquitectónicas de influencia neoclásica, y el centro histórico cultural José Figueres Ferrer, dedicado a este expresidente de Costa Rica, nacido en San Ramón. 

### Religión
El templo católico más grande del distrito central está dedicado a San Ramón Nonato. 
Todos los años, el 30 de agosto, víspera de la celebración del Santo Patrono San Ramón Nonato, se celebra la Entrada de los Santos, una centenaria tradición popular religiosa que distingue al cantón. 

### Salud
El Hospital Carlos Luis Valverde Vega se encuentra en el cantón.

### Tradiciones
En el marco de las festividades locales se celebra una de las actividades más representativas del folclore costarricense: el tradicional Desfile de Boyeros. Este evento rinde homenaje a los boyeros, guías de carretas que desempeñaron un papel fundamental en el traslado de las piezas utilizadas para la construcción de la iglesia del distrito primero de San Ramón, entre los años 1926 y 1958. Dichos materiales fueron transportados desde el puerto de Puntarenas y desde la terminal ferroviaria de Atenas.

## Economía
La ciudad de San Ramón es un importante centro comercial y es la más destacada de la zona alta de Costa Rica fuera del Gran Área Metropolitana. Es la sede regional de numerosas entidades públicas, entre ellas la Sede de Occidente de la Universidad de Costa Rica. Es además la capital de un cantón muy grande con mucha cantidad de recursos naturales y turísticos.
Las principales actividades que tiene el cantón de San Ramón actualmente son el cultivo del café y la caña, así como actividades comerciales en el centro de la ciudad, principalmente tiendas de ropa, zapaterías, joyerías, venta de comidas, aserraderos (venta de maderas), entre otras. Se encuentra a menos de un kilómetro de la carretera Bernardo Soto, que es parte de la Carretera Interamericana Norte.
Los principales cultivos agrícolas son el café y la caña de azúcar. Entre las actividades comerciales en el centro de la ciudad están tiendas de ropa, zapaterías, joyerías, venta de comidas, etc.
El Censo Nacional de 2011 detalla que la población económicamente activa se distribuye de la siguiente manera:
- Sector Primario: 16,8%
- Sector Secundario: 17,9%
- Sector Terciario: 65,3%

## Telecomunicaciones
Cuenta con dos medios de comunicación muy importantes a nivel de la zona de Occidente los cuales son:Radio Sideral, que fue fundada el 15 de diciembre de 1963, y en la actualidad se mantiene vigente por medio de la frecuencia 1340 AM, también por medio de las plataformas digitales como Facebook: Radio Sideral Oficial, canal de YouTube: Radio Sideral Oficial; entre los programas que hay en el medio de comunicación es de corte social y campesino como: Atizando El Fogón, Radio Ventas, Bloque Informativo de Occidente (Noticiario), Sideral Deportes, en el cual se habla del acontecer deportivo tanto regional, nacional e internacional; Festival de Charros a la Tica; entre otros programas. El otro medio de comunicación es Teleuno TV el cual tiene programación variada.